# Walter Jurk
Walter Max Paul Jurk (* 29. April 1904 in Cottbus; † 30. April 1963 in Weilheim) war ein deutscher SS-Führer.

## Leben und Wirken
Nach dem Besuch der Volksschule absolvierte Jurk das Gastwirtgewerbe.
Seit 1925 betätigte Jurk sich im Frontbann Nord, der von Paul Röhrbein geführten Berliner Sektion der rechtsgerichteten Wehrorganisation Frontbann. Hier lernte er unter anderem den späteren Berliner SA-Chef Karl Ernst und insbesondere Kurt Daluege kennen, der für seine weitere Karriere von entscheidender Bedeutung wurde.
Im Herbst 1925 wurde Jurk zusammen mit Röhrbein, Ernst, Daluege und rund einem Dutzend weiterer Frontbann-Angehöriger in Berliner aufgrund ihrer gegen die Weimarer Republik gerichteten Aktivitäten in Haft genommen. Ein Verfahren gegen die Männer wegen des Verdachtes der Geheimbündelei wurde schließlich eingestellt. Rechtsgerichtete Zeitungen nutzten die Vorgänge, um die Frontbann-Männer als Opfer der „Willkürjustiz“ der Weimarer Republik darzustellen. In Hinblick auf Jurk wurde fälschlich behauptet, dass sein Bruder, nachdem Jurk von der Polizei zunächst nicht aufgefunden werden konnte, an seiner Stelle in Sippenhaft genommen worden sei, um Jurk zu zwingen, sich den Behörden zu stellen. Tatsächlich hatte sein Bruder die Polizei, als Jurk bei einer Haussuchung nicht aufgefunden werden konnte, freiwillig begleitet, um sich über die bevorstehende Verhaftung seines Bruders näher zu informieren, und war auf dem Polizeipräsidium auch nicht in Haft genommen worden. Jurk gelangte wie die meisten Verhafteten binnen weniger Tage wieder auf freien Fuß. Die Presse berichtete seinerzeit ausführlich über die Vorgänge.
Jurk behauptete, vor 1933 sechzehn Mal in Haft gewesen zu sein.
Nach dem Zerfall des Frontbanns im Jahr 1926 trat Jurk in die in diesem Jahr erstmals in Berlin aufgestellte Sturmabteilung (SA), den Straßenkampfverband der NSDAP ein. Zum 6. Februar 1926 trat er auch der NSDAP selbst bei (Mitgliedsnummer 29.792).
Zum 1. März 1931 wechselte Jurk von der SA in die Schutzstaffel (SS-Nummer 44.795), in der er als Protegé von Daluege Karriere machte. Ab 1931 gehörte er dem SS-Motorsturm z. b. V. an. Nach 1933 führte Jurk verschiedene SS-Motoreinheiten.
Am 30. Juni 1934 wurde Jurk als SS-Funktionär von Heinrich Himmler zum Kommissar für die SA-Obergruppe Ost in Berlin ernannt, um die Reorganisation der Gliederung zu beaufsichtigen, die in Folge der Röhm-Affäre am selben Tag notwendig geworden war.
Vom 1. August 1934 bis September 1937 war Jurk in der Berliner AG als Personalchef tätig. Daneben war er vom 13. Juni 1935 an zur Verfügung der 3. SS-Motorstandarte gestellt und fungierte vom 1. November 1936 bis zum 1. Juli 1937 als Referent beim I SS-Motor Oberabschnitt Ost. Im September 1937 wurde er wieder hauptamtlicher SS-Führer. Dies erfolgte, indem er die Funktionen des Führers der SS-Motor-Standarte 3 und des Inspekteurs beim Oberabschnitt Ost übernahm.
Zum 1. Juli 1937 wurde Jurk zum Kraftinspekteur SS-Abschnitts Spree ernannt (was er nominell bis Oktober 1942 blieb). Zum 12. Dezember 1939 wurde er in die Kraftfahrinspektion des SS-Oberabschnitts Warthe kommandiert.
Während des Zweiten Weltkrieges gehörte Jurk zunächst von 1939 bis 1942 der Waffen-SS an, mit der er u. a. in Finnland zum Einsatz kam. Mit Wirkung zum 10. Oktober 1942 wurde er auf Veranlassung Dalueges im Rang eines Majors in die Schutzpolizei versetzt und von Daluege, der seit diesem Jahr als stellvertretender Reichsprotektor bzw. Gouverneur der besetzten tschechischen Gebiete, mit der Verwaltung des „arisierten“ Vermögens von jüdischen Personen im Protektorat Böhmen und Mähren betraut ("Einsatzstab Major Jurk"). Da er sich dabei erheblich bereicherte, wurde er am 2. April 1944 auf Anordnung des Polizeigerichts VIII in Prag in Untersuchungshaft genommen. Gleichzeitig wurde er für die Dauer der Untersuchung aus der Schutzstaffel beurlaubt.
Über das Schicksal Jurks bei Kriegsende liegen in der veröffentlichten Literatur keine Angaben vor. Er lebte nach dem Krieg in Süddeutschland.

## Familie
Am 1. Dezember 1934 heiratete Jurk Käthe Scholz (* 23. Juni 1911 in Guben). Sein Trauzeuge war sein Duzfreund Kurt Daluege, damals Chef der Ordnungspolizei. Aus der Ehe ging ein Sohn (* 16. September 1943) und eine Tochter (* 1937) hervor.

## Beförderungen
- 1. März 1931: SS-Staffel-Mann
- 1. November 1932: SS-Scharführer
- 12. Juni 1933: SS-Sturmführer
- 12. September 1933: SS-Obersturmführer
- 9. Mai 1934: SS-Hauptsturmführer
- 30. Januar 1936: SS-Sturmbannführer
- 20. April 1938: SS-Obersturmbannführer
- 1. März 1940: Hauptsturmführer der Waffen-SS
- 1941: SS-Standartenführer

## Nachlass
Zu Jurk befinden sich Personalakten im Bundesarchiv: Dort werden im Bestand des ehemaligen BDC eine DS-Ake (Mikrofilm B 9, Bilder 946–959), PK-Akte (Mikrofilm F 220, Bilder 711–760) sowie eine SSO-Akte (Mikrofilm SSO 145a, Bilder 394–556) zu ihm verwahrt.